# Hrvatska
Hrvatska (službeni naziv: Republika Hrvatska) europska je država smještena na razmeđu srednje, južne i jugoistočne Europe. Na sjeverozapadu graniči sa Slovenijom, Mađarskom na sjeveroistoku, Srbijom na istoku, Bosnom i Hercegovinom i Crnom Gorom na istoku i jugoistoku, a na zapadu s Italijom ima morsku granicu. Kopnena površina iznosi 56 561 km2, a površina obalnoga mora 31 067 km2, što Hrvatsku svrstava među srednje velike europske zemlje. Glavni je grad Zagreb koji je političko, kulturno, znanstveno i gospodarsko središte zemlje. Ostala veća urbana središta su Split, Rijeka i Osijek. Tijekom hrvatske povijesti najznačajniji kulturološki utjecaji dolazili su iz srednjoeuropskoga kruga u kontinentalnome dijelu, balkanskoga u dinaridskome dijelu i sredozemnoga kulturnog kruga u priobalnome dijelu.
Temelji hrvatske države nalaze se u razdoblju ranoga srednjeg vijeka kada su Hrvati osnovali svoje dvije kneževine: Panonsku i Primorsku Hrvatsku. Potom pod vladarskom dinastijom Trpimirović Hrvatska postaje jedinstvena kneževina, a 7. lipnja 879. godine za vrijeme vladavine kneza Branimira prvi put i nezavisna država. Godine 925. pod vodstvom kralja Tomislava Hrvatska postaje kraljevstvo. Posljednji hrvatski kralj bio je Petar Snačić, a nakon njega Hrvatska je ušla u personalnu uniju s Ugarskom na temelju ugovora poznata kao Pacta conventa sklopljena 1102. godine. Tim je ugovorom Hrvatska zadržala sve značajke države, jedino je kralj bio zajednički. Godine 1527., zbog Osmanlijskog napada na Hrvatsku, na hrvatsko prijestolje dolazi dinastija Habsburg. Tijekom Habsburške vladavine Hrvatska je također zadržala sve državnopravne značajke što se najviše ogleda Pragmatičkom sankcijom iz 1712. godine te Hrvatsko-ugarskom nagodbom iz 1868. godine.
Pri kraju Prvoga svjetskog rata, 1918. godine, Hrvatska raskida veze s Austro-Ugarskom i sudjeluje u osnivanju Države SHS. Nedugo zatim Hrvatska je (u sklopu Države SHS) uključena u Kraljevstvo SHS (kasnije Kraljevina Jugoslavija) iako Hrvatski sabor tu odluku nije nikada ratificirao. Određenu razinu državnosti ponovno zadobiva kao Banovina Hrvatska. Tijekom Drugoga svjetskog rata na području današnje Hrvatske, BiH i dijela Srbije postojala je Nezavisna Država Hrvatska. Svršetkom Drugoga svjetskog rata, 1945. godine, Hrvatska postaje socijalističkom republikom i kao federalna jedinica tvorila je SFR Jugoslaviju. Godine 1990. provedeni su prvi demokratski višestranački izbori nakon 45 godina jednostranačkoga sustava, a 30. svibnja iste godine konstituiran je demokratski izabran višestranački Hrvatski sabor. Dana 25. lipnja 1991. godine Republika Hrvatska ustavnom odlukom državnog sabora postala je samostalnom i nezavisnom državom.
U Hrvatskoj se službeno upotrebljavaju hrvatski jezik i latinično pismo.
Prema popisu stanovništva iz 2021. godine, Hrvatska je imala 3 871 833 stanovnika. Hrvati čine više od 90 % stanovništva, a najbrojnija manjina su Srbi. Najveći dio stanovništva je kršćanske vjere, dok je među kršćanima najviše vjernika katoličke vjeroispovijesti. 
Prema političkomu ustroju Hrvatska je parlamentarna demokracija, a u ekonomskom smislu okrenuta je tržišnomu gospodarstvu. Članica je Ujedinjenih naroda od 22. svibnja 1992. godine. Hrvatska je članica Vijeća Europe, Svjetske trgovinske organizacije, Organizacije za europsku sigurnost i suradnju, Organizacije Sjevernoatlantskog ugovora, Europske unije i Schengenskog prostora.

## Povijest

### Kameno doba
Na prostoru Hrvatske je otkriveno pedesetak nalazišta čovjeka kamenog doba. U pećini Šandalja I u blizini Pule pronađeni su najstariji predmeti oblikovani rukom na tlu Hrvatske. Izrađeni su od kamena, a obrađeni okresivanjem. Najvažnije nalazište otkrio je Dragutin Gorjanović-Kramberger 1899. godine u spilji na Hušnjakovom brdu kraj Krapine gdje je našao ostatke neandertalskog čovjeka i njegova oruđa. Nalazišta krapinskog pračovjeka jedno je od najvažnijih u Europi. Živio je oko 130 tisuća godina prije Krista.
Ljudi mlađeg kamenog doba na prostoru Hrvatske su živjeli u plodnim nizinama rijeka i uz Jadransko more. Prema prostoru najvažnijih nalazišta razlikujemo četiri kulture. Starčevačka kultura se prostirala dijelom sjeverne Hrvatske, a nositelji su ratari i stočari koji su živjeli u sojenicama i proizvodili keramiku koju su bojali crvenom bojom. Sopotska kultura prostirala se na prostoru Slavonije. Danilska kultura se prostirala uz obale Jadrana. Hvarska kultura se prostirala južnim dalmatinskim otocima. Danilska i Hvarska kultura pripadaju krugu impresso keramike koja se odlikuje posudama crveno smeđe boje ukrašenima otiscima školjaka, morskim puževa i zarezima učinjenim oštrim predmetima.

### Metalno doba
Na prijelazu iz mlađeg kamenog u metalno doba na prostoru Srijema i Slavonije prostirala se Vučedolska kultura. Na prostoru kraj Dunava pronađena su kuće pravokutnog oblika, oružje od glačanog kamena te kalupi za lijevanje bakrenih sjekira. Glasovit je nalaz posude u obliku ptice poznat pod nazivom Vučedolska golubica. Najvažnija kultura ranog brončanog doba na tlu kontinentalne Hrvatske je vinkovačka kultura, a na tlu južne Hrvatske cetinska kultura. Obje od njih, na različit način i u različitom obimu nastavljaju tradiciju vučedolske kulture. Ostala važnija nalazišta su Nezakcij u Istri, Donja Dolina na Savi i Ripač na Uni. U kasnom brončanom dobu proširila se sjevernom Hrvatskom kultura polja sa žarama, nazvana prema glinenim posudama u koje se polagao pepeo pokojnika, s nalazištima kraj Virovitice, Zagreba i Velike Gorice.
U željeznom dobu pojavili su se prvi poznati narodi na hrvatskom tlu. Keltski narodi pojavili su se u IV. stoljeću prije Krista, a živjeli su na području sjeverno od Save i Kupe. Sa sobom su donijeli lončarsko kolo i umijeće kovanja novca. Od keltskih plemena na panonskom tlu treba spomenuti Skordiske i Tauriske. Iliri su živjeli na prostoru južno od Save, a najvažniji narodi su Histri, Liburni, Japodi, Delmati i Ardijejci. Oni su gradili kamene utvrde koje se nazivaju gradine. Stanovnici priobalja su bili poznati po brodograditeljskom i pomorskom umijeću. Poznati po gradnji brodova i gusarenju bili su Liburni. Male i brze lađe kojima su plovili zvale su se lembi. Rimljani su po liburnskome uzoru izgrađivali vlastite ratne brodove koje su prozvali liburne.

### Grci, Iliri i Rimljani
Grci svoje kolonije na istočnim jadranskim obalama osnivaju krajem VI. stoljeća prije Krista. Prva naseobina je bila Korkira Melajna na Korčuli koji su osnovali stanovnici otoka Krfa. Sirakuški tiranin Dionizije Stariji osnovao je koloniju Issu na otoku Visu. U blizini Lumbarde na Korčuli je osnovana kolonija o čijem osnivanju svjedoči zapis Lumbardska psefizma. Stanovnici otoka Para osnovali su Far u Starom Gradu na Hvaru, a važne kolonije su i Tragurij u Trogiru i Epetij u Stobreču. Između kolonija i matičnog polisa razvijale su se snažne kulturne i trgovačke veze.
Gusarenje ilirskih naroda dovelo ih je u sukob s Rimljanima koji su od kraljice Teute tražili da svojim podanicima zabrani gusarenje, no ona je to odbila. Rimljani pokreću tri ilirska rata kojima uništavaju Ilirsko kraljevstvo koje je 167. godine prije Krista podijeljeno na tri oblasti pod vrhovnom rimskom vlašću. Konačno osvajanje završeno tek početkom prvog stoljeća.
Tada je uspostavljena granica na Dunavu, a jedinstveni Ilirik je podijeljen na dvije rimske provincije Panoniju i Dalmaciju. Ilirske provincije zbog zemljopisnog položaja i prirodnih bogatstava ubrajale su se u važnije pokrajine Carstva. Najstarije kolonije u Dalmaciji bile su Salona, sjedište rimskog namjesnika i gospodarsko središte, Narona kao trgovačko i lučko središte te Jadera i Pola. U Panonija najvažnije su bile Siscija i Sirmij. Jedan od najvažnijih rimskih spomenika uopće je palača cara Dioklecijana podignuta nedaleko Salone. Pulski amfiteatar bio je jedan od najvećih u Carstvu.

### Dolazak Hrvata
Hrvati su narod koji je doselio u područje današnje Hrvatske tijekom sedmog stoljeća. Pitanje etnogeneze Hrvata je još otvoreno, a najpopularnije teorije o podrijetlu Hrvata su slavenska, iranska i gotska teorija. Tijekom seobe Hrvati su se dijelili na nekoliko plemena. Nakon dolaska i dugotrajnih borbi Hrvati su pobijedili Avare i zavladali njihovom zemljom. Prostor koji su naselili nalazio se između rijeke Drave i obala Jadranskog mora. Dio starosjedilačkog romaniziranog stanovništva preseljava se u priobalne utvrđene gradove pod bizantskom vlašću i u nepristupačne planinke krajeve Dinarida. To stanovništvo će se tijekom stoljeća pojaviti u nizinama pod imenom Vlasi. Kad su došli u novu domovinu Hrvati su bili mnogobošci. U dodiru s kršćanskim starosjediocima polako prihvaćaju kršćanstvo. Ulogu u pokrštavanju imali su Bizantski i franački misionari te benediktinci koji donose zapadne kulturne utjecaje.
U suvremenoj historiografiji se ne dovodi u pitanje da početak etnogeneze Hrvata kao slavenskog naroda naseljenog uz Jadransko more seže u 7. stoljeće, kada bizantski car Heraklije (610.-641.) s u to doba pridošlim slavenskim plemenima sklapa stanoviti savez u svrhu obrane tog područja od prodora Avara. Današnja historiografija ne nalazi potvrde ideji o nekoj masovnoj seobi u kojoj bi Hrvati odjednom naselili to područje, kakva je predodžba bila formirana u 19. stoljeću: naprosto je u vrijeme ozbiljnih ekonomskih i sigurnosnih kriza Rimskog carstva bilo atraktivno slavenskim stočarima i ratarima da se naseljavaju na područja koja više nisu bila pod vojnom kontrolom Rima/Bizanta, a ratničke elite slavenskih naroda su imale interesa i mogućnosti da uspostave svoju vlast na tom području; negdje početkom 9. stoljeća na širokom području uz Jadran konsolidirana je vlast tih ratničkih elita u jednoj zajedničkoj - hrvatskoj - državi, a starosjedioci su s doseljenim slavenskim stanovništvom bili do toga vremena u takvoj mjeri stopljeni istim načinom života na istom području, pod istom vlašću i s istim (običajnim) pravom, da se može govoriti o jednom narodu. U vrijeme spomenutog cara Heraklija je ponovno uspostavljena u vrijeme ratova s Avarima razbijena crkvena biskupska vlast (metropolija u Saloni) - Papa Ivan IV. je za tu svrhu 640. ili 641. godine rukopoložio jednog nadbiskupa (Ivan Ravenjanin) i jednog biskupa. Kršćani sa sjedištem u obalnim gradovima pod vlašću Bizanta narednih desetljeća rade na pokrštavanju pridošlih Slavena, te već papa Agaton oko 680. godina ubraja te Slavene među narode koji "dijele istu vjeru s nama". Dio Hrvata i nadalje je ostajao poganima - primjerice na Ždrijcu kod Nina iskopan je značajan broj poganskih grobova koji datiraju iz druge polovice 8. i početka 9. stoljeća. Do početka 10. stoljeća je pokrštavanje među Hrvatima dovršeno, a katolička vjera je bila značajno etnički (slavenski) obojena utjecajem glagoljaštva.
Na području Hrvatske Slaveni organiziraju nekoliko malih državnih zajednica – sklavinija, od kojih su najvažnije kneževina Hrvatska u priobalju i Donja Panonija. Prvi vladar za kojega znademo da je u svoj vladarski naslov stavio hrvatsko ime i koji sebe u darovnici iz 852. godine sebe naziva milošću Božjom knez Hrvata je Trpimir I., osnivač narodne dinastije Trpimirovića. Knez Branimir o svom dolasku na vlast u pismu obavještava papu Ivana VIII. U uzvratnom pismu od 21. svibnja 879. godine papa obavještava Branimira da je blagoslovio njega, njegov narod i državu, što je ustvari prvo međunarodno priznanje neovisnosti Hrvatske. Kameni ulomak iz Šopota kraj Benkovca spominje Branimira kao kneza Hrvata, i to je najstariji kameni zapis hrvatskog imena.
Konstantin VII. Porfirogenet (945.-959.) u djelu "De administrando imperio" iznosi da je za ranijeg cara Bazilija I. (867.-886.) on odredio da bizantski gradovi u Dalmaciji ubuduće plaćaju bizantskom guverneru tek simbolični danak, a da za zaštitu ubuduće plaćaju danak Hrvatima - i to Salona, Osor, Rab i Krk po 100 numizma (lat. solid, zlatnik od 4,5 grama), Zadar 110 numizma; ukupno 710 zlatnika, kao i stanovitu količinu vina i drugih proizvoda. Dubrovnik je plaćao po 36 numizma kneževinama Zahumlje i Travunija (Trebinje), koje će do vremena Konstantina VII. također doći pod hrvatsko vrhovništvo.

### Hrvatsko Kraljevstvo
Nakon razdoblja vladanja hrvatskih knezova prvi kralj Hrvatske postaje Tomislav iz loze Trpimirovića oko 925. godine. Tomislav, koji je vojno porazio Mađare i kao bizantski saveznik potukao bugarsku vojsku, ujedinio je Posavsku i Primorsku Hrvatsku i stvorio državu znatne veličine. Na upravu je dobio i bizantsku Dalmaciju. Po podacima iz zapisa bizantskog cara Konstantina Porfirogeneta koji su očito pretjerani saznajemo da je hrvatska vojna moć u X. stoljeću zasigurno bila velika. Stjepan Držislav postaje prvi hrvatski okrunjeni kralj s titulom kralj Hrvatske i Dalmacije.
Srednjovjekovno hrvatsko kraljevstvo doseglo je vrhunac pod kraljevima Petrom Krešimirom IV. (1058. – 1074.) i Dmitrom Zvonimirom (1075. – 1089.). Petar Krešimir pod svoju je upravu stavio dalmatinske gradove, Slavoniju te pripojio Neretvansku kneževinu i dijelove Bosne. Zvonimir je od legata tadašnjeg pape Grgura VII. Gebizona 1075. godine u crkvi u Solinu okrunjen za kralja Hrvatske i Dalmacije. Iz tog vremena potječe Bašćanska ploča prvi dokument zapisan na hrvatskom jeziku na glagoljici.

### Personalna unija s Ugarskom
Hrvati su 1102. godine Pactom Conventom izabrali ugarskoga kralja Kolomana Arpadovića za kralja Hrvatske. Otada su Hrvatska i Ugarska bile povezane osobom vladara sve do 1918. godine. Takvu vrstu državne zajednice nazivamo personalna unija. Kralj Ladislav je 1094. godine osnovao biskupiju u Zagrebu, a prvi biskup je bio češki redovnik Duh. Tijekom stoljeća vode se obrambeni ratovi s Venecijom koja pokušava zavladati hrvatskom obalom Jadrana. Uz pomoć križarske vojske 1202. osvojen je Zadar. Slabljenjem središnje kraljeve vlasti, kralj Andrija II. prisiljen je 1222. godine sazvati državni sabor i donijeti Zlatnu bulu, dokument kojim ograničava svoju vlast u korist plemstva. Započinje uspon velikaških obitelji od kojih su najvažniji Frankapani i Šubići. Vrhunac moći Šubići doživljavaju oko 1300. godine kada Pavao I. nosi naslov ban Hrvata i gospodar Bosne.
Vinodolski zakonik iz 1288. godine najstariji je sačuvani zakonik napisan na hrvatskom jeziku. Osnivaju se brojni slobodni kraljevski gradovi koji od kralja dobivaju samoupravu, najrazvijeniji je Gradec kraj biskupskog Zagreba. Krunidbom Karla Roberta na prijestolje stupa nova dinastija Anžuvinaca. Ludovik I. uspostavlja jaku kraljevsku vlast slamanjem moći velikaša i provođenjem brojnih gospodarskih, poreznih i vojnih reformi. U savezništvu s Genovom poražena je Mletačka Republika te se mirom u Zadru 1358. godine mletački dužd odriče svakog prava na Dalmaciju. Dubrovnik priznaje vlast hrvatsko-ugarskog kralja te se ubrzo počinje nazivati Republikom. U dinastičkim borbama na prijestolje dolazi Žigmund Luksemburški. Godine 1409. drugi pretendent na prijestolje Ladislav Napuljski prodaje mletačkom duždu za 100 000 dukata svoja kraljevska prava na Dalmaciju (tj. Zadar s utvrdom i zadarskim kotarom, otok Pag, dvije utvrde u hrvatskom zaleđu, Novigrad i Vranu, ali i sva prava na cijelu Dalmaciju, što znači i one njezine dijelove koji su u tom času priznavali Sigismundovu vlast.).

### Ratovi s Osmanlijama
Tijekom Žigmundove vladavine po prvi puta Hrvatskoj prijeti osmanska opasnost. Organizira se obrambeni sustav osnivanjem hrvatskog, slavonskog i usorskog tabora koji se nakon Žigmundove smrti pokazuje neuspješnim. Padom Bosne 1463. godine pod Osmansku vlast Matija Korvin osniva Srebreničku i Jajačku banovinu. Osmanlije su 1493. godine teško porazile hrvatsku plemićku vojsku na Krbavskom polju. Hrvatski ban i biskup Petar Berislavić uspješno brani Hrvatsku. Knez Bernardin Frankapan na njemačkom državnom saboru u Nürnbergu poziva na pomoć Hrvatskoj nazivajući je štitom kršćanstva. Bernardinov sin Krsto spada među najznačajnije hrvatske srednjovjekovne vojskovođe. Porazom na Mohačkom polju 1526. godine od osmanskog sultana Sulejmana I. ugasila se srednjovjekovna hrvatsko-ugarska država.

### Habsburška Monarhija
Na saboru u Cetingradu 1527. godine hrvatsko je plemstvo izabralo Ferdinanda Habsburškog za hrvatskog kralja. Time je Hrvatska ušla u personalnu uniju sa zemljama Habsburške Monarhije. Time je čuvana svijest o zasebnosti Hrvatskog kraljevstva. Junaštvom se proslavio Nikola Jurišić koji je obranio Kiseg od premoćne osmanske vojske i tako obranio Beč od osvajanja. Osmanlije su krenule u novi pohod na Beč 1566. godine predvođeni Sulejmanom Veličanstvenim i velikim vezirom Mehmed-pašom Sokolovićem. U Opsadi Sigeta nakon junačkog otpora, braneći grad od 100.000 osmanskih vojnika, pogiba Nikola Šubić Zrinski jedan od najvećih velikana u hrvatskoj povijesti. Kardinal Richelieu bitku kod Sigeta je nazvao bitkom koja je spasila civilizaciju. Godine 1592. pada važna utvrda Bihać, a nekada slavno Hrvatsko Kraljevstvo je svedeno na ostatke ostataka, a hrvatske zemlje su pogođene snažnim iseljavanjem stanovništva. Godine 1558. Hrvatski i Slavonski sabor spojili su se u jedinstveni Hrvatski sabor.
Osmanlije 1593. godine doživljavaju poraz u bitki kod Siska. Osniva se Vojna krajina, sustav obrambenih utvrda pod zapovjedništvom Dvorskog ratnog vijeća. Najvažnija utvrda je Karlovac. Na opustošenu zemlju naseljava se vlaško stanovništvo. Zbog zasluga u obrani Hrvatske pripadnici starih hrvatskih obitelji Zrinski i Frankapani nazivaju se skrbnicima i zaštitnicima Hrvatske. Nikola Zrinski pali veliki most kod Osijeka kojim su Osmanlije prodirale u Europu. Zbog sjajnih pobjeda odlikovali su ga i nagradili španjolski kralj Filip IV. i francuski kralj Luj XIV. Nezadovoljni centralističkom politikom bečkog dvora hrvatski i ugarski plemići pružaju otpor želeći samo otjerati Osmanlije uz pomoć zapadnoeuropskih sila, ponajprije Francuske. Vođe pobune Petar Zrinski i Fran Krsto Frankapan pogubljeni su u Bečkom Novom Mjestu 30. travnja 1671. godine. Time je skršen otpor hrvatskog plemstva, a posjedi Zrinskih i Frankapana došli su pod vlast Dvorske komore.
Na osvojenim područjima provodi se islamizacija iako Osmanlije prihvaćaju činjenicu da dio pokorenih naroda pripada kršćanskoj vjeri. Pri tome su tolerantniji bili prema pravoslavnim crkvama nego prema katolicima jer je Katolička crkva često poticala zapadne države protiv Osmanlija. Jedino su franjevci mogli slobodno djelovati na području Osmanskog Carstva. Kršćani su morali plaćati visoke poreze tako da mnogi iseljavaju. Organizira se otpor koji pružaju hajduci i uskoci. 
Jedini dio hrvatskoga prostora koji se samostalno razvijao bila je Dubrovačka Republika koja je s 200 brodova imala jednu od najvećih trgovačkih mornarica u Europi. Isusovac Bartol Kašić piše 1604. godine prvu gramatiku hrvatskog jezika. Isusovci osnivaju 1607. godine gimnaziju u Zagrebu. Kralj Leopold I. dodijelio joj je naslov akademije čime je osnovano Sveučilište u Zagrebu, najstarije sveučilište s neprekinutim djelovanjem u Jugoistočnoj Europi. Najvažniji hrvatski barokni književnik Ivan Gundulić djeluje u Dubrovniku, a povjesničar Ivan Lučić spada u sam vrh europske povijesne znanosti sedamnaestog stoljeća.

### Oslobađanje Hrvatske
Nakon pobjede nad Osmanlijama kod Beča 1683. godine organizira se Sveta liga, savez Habsburške Monarhije, Mletačke Republike i Poljske. Oslobađanje Slavonije organizira franjevac Luka Ibrišimović, a u Lici otpor organizira Marko Mesić. Mirom u Srijemskim Karlovcima 1699. godine velik dio hrvatskog prostora je oslobođen vlasti Osmanlija. Ipak oslobođeni prostor je postao dio Vojne krajne. Mir u Požarevcu 1718. godine označio je kraj vojne opasnosti od Osmanskog Carstva. Hrvatski sabor 1712. godine prihvaća Pragmatičku sankciju. Provodi se plansko naseljavanje s kojim u Hrvatsku dolaze Nijemci, Česi, Slovaci i Srbi.
Marija Terezija provodi brojne upravne, porezne i vojne reforme. Osniva se Hrvatsko kraljevsko vijeće 1767. godine, prva moderna vlada. Za vrijeme cara Josipa II. provodi se snažna germanizacija pa se hrvatsko plemstvo okreće suradnji s ugarskim. Na zajedničkom Ugarskom saboru 1790. godine od hrvatske je strane predložena veća financijska ovisnost te podvrgnutost Ugarskom kraljevskom vijeću što su Mađari oduševljeno prihvatili. U to vrijeme nastaje ideja o jedinstvenoj mađarskoj nacionalnoj državi od Karpata do Jadrana kao odgovor na germanizaciju Beča u kojoj bi mađarski jezik postao službeni za sve. Hrvatski izaslanici na Saboru odlučno odbijaju uvođenje mađarskog jezika kao službenog. Po prvi puta izbio je spor oko jezika koji će se u sljedećem stoljeću smatrati glavnim obilježjem nacije. Požunskim mirom 1805. godine hrvatska obala dolazi pod francusku vlast te su organizirane Ilirske pokrajine. Na Bečkom kongresu 1815. godine Dalmacija i Istra dolaze pod austrijsku vlast ali nisu sjedinjene s ostatkom Hrvatske.

### Hrvatski narodni preporod
Razjedinjenost hrvatskih zemalja pokazao je osnovni cilj hrvatske politike u 19. stoljeću – ujedinjenje hrvatskih krajeva u jedinstvenu cjelinu. Zagrebački biskup Maksimilijan Vrhovac pomaže pretpreporodne napore. Ljudevit Gaj stvara krug građanskih intelektualaca koji postaje jezgra kulturnog i nacionalnog preporoda Hrvatske. Pripadnici tog pokreta nazivaju se ilircima, a pokret se naziva Ilirskim pokretom. Grof Janko Drašković piše Disertaciju, prvi hrvatski politički program. U Zagrebu 1835. godine počinju izlaziti Novine horvatske. Objavljena je pjesma Horvatska domovina Antuna Mihanovića koja će poslije postati hrvatska himna. Matica ilirska osnovana je 1842. godine. Ivan Kukuljević Sakcinski održava 1843. godine u Hrvatskom saboru prvi zastupnički govor na hrvatskom jeziku. Srpanjske žrtve svečano su pokopane 1845. godine. Hrvatski sabor jednoglasno je 1847. godine proglasio hrvatski jezik službenim.
Revolucionarne 1848. godine formulirana su Zahtijevanja naroda. Hrvatskim banom postaje Josip Jelačić. U Hrvatskoj je 25. travnja 1848. godine ukinuto kmetstvo. Osnovano je Bansko vijeće te je sazvan prvi zastupnički Sabor u hrvatskoj povijesti. Jelačić je s hrvatskom vojskom prešao Dravu i zaratio s Mađarima. Nakon revolucije 1849. godine Franjo Josip proglašava oktroirani Ustav. Započeta je snažna germanizacija. Na Saboru 1861. godine grupiraju se političke stranke: Narodna stranka, Stranka prava i Unionistička stranka.

### Hrvatsko ugarska nagodba
Hrvatsko-ugarska nagodba sklopljena je 1868. godine kojom su uređena zajednička pitanja, a prevagnuli su mađarski interesi. Ugarska je priznala Kraljevini Hrvatskoj položaj političkog naroda i teritorijalnu cjelokupnost. Hrvatska je slala zastupnike u Ugarski sabor te je bila financijski oštećena i podređena Ugarskoj. Riječkom krpicom Rijeka dolazi pod mađarsku vlast. Propala je Kvaternikova Rakovička buna. U ovom razdoblju djeluje Ante Starčević, otac domovine. U Dalmaciji se vodi politička borba narodnjaka i autonomaša. U Istri djeluje Juraj Dobrila. Banom postaje Ivan Mažuranić koji provodi modernizaciju zemlje. Godine 1874. godine utemeljeno je moderno Sveučilište u Zagrebu. Godine 1881. Vojna krajina je sjedinjena s ostatkom Hrvatske. Dolaskom na vlast bana Khuen-Hédervárya 1883. godine sljedećih dvadeset godina provodi se jaka mađarizacija. Srpska manjina dobiva privilegirani položaj. Održani su veliki protumađarski prosvjedi 1903. godine.

### Prva Jugoslavija
Nakon Prvog svjetskog rata i raspada Austro-Ugarske, Hrvatska je ušla u Kraljevinu Srba, Hrvata i Slovenaca. Istra, Rijeka i Zadar potpali su pod talijansku vlast. Kraljevina SHS je 1929. godine preimenovana u Kraljevinu Jugoslaviju. Godine 1939. osniva se samoupravna banovina Hrvatska.

### Nezavisna Država Hrvatska
Za vrijeme Drugoga svjetskog rata dio današnjega područja Republike Hrvatske bio je unutar granica Nezavisne Države Hrvatske (1941. – 1945.). Hrvatski narod isprva je podržavao ustašku vlast, no došlo je do progona Srba koje Hrvati kao katolici nisu mogli prihvatiti. Talijanski poglavar Mussolini želio se domoći jadranske obale, zbog čega je prisilio poglavnika Antu Pavelića da mu je preda. Stoga su 18. svibnja potpisani Rimski ugovori kojima je Italija prisvojila većinu Jadrana, no Pavelić je uspio ograničiti njezine zahtjeve i spasiti dio hrvatske obale. U to su doba Istra, Zadar, Cres, Lošinj, Lastovo i Rijeka nastavili biti dio Kraljevine Italije kojoj su pripali Rapalskim ugovorom nakon I. svjetskog rata; a vlasti NDH – koja je nastala upravo zauzimanjem Italije nakon raspada Kraljevine Jugoslavije u travnju 1941. godine – morale su Italiji prepustiti skoro sve hrvatske otoke, Split, Šibenik, Trogir i dio dalmatinskog zaleđa (5380 km2 ozemlja s oko 380.000 stanovnika te pretežni dio hrvatskog teritorijalnog mora). Međimurje i Baranju je sebi pripojila Kraljevina Mađarska; NDH nije priznala pripojenje Međimurja, ali nije imala ni načina da Mađarskoj oduzme to područje. NDH je ubrzo došla u loše odnose s Italijom, koja je u pojasu od linije Karlovac – Mostar praktično suspendirala vlast NDH i zabranila lociranje njenih oružanih snaga (na početku teg skromnog broja i snage), nastojeći kontrolirati to područje u suradnji s četnicima.
Nakon kapitulacije Italije u rujnu 1943. godine su vlasti NDH u tim krajevima imale veću ulogu, ali samo onoliko koliko je to odgovaralo Njemačkoj, koja je privolila vodstvo NDH da dopusti novačenje hrvatskih vojnih obveznika u Wehrmacht i SS (pri čemu se iz proračuna NDH plaćalo troškove njemačkih postrojbi) te čak uspostavu Njemačke policije u Hrvatskoj, izravno odgovorne vlastima u Berlinu. Povijesno pravo hrvatskoga naroda na punu državnu suverenost izraženo Ustavom Republike Hrvatske temelji se među ostalim i na odlukama ZAVNOH-a izraženim nasuprot proglašenju NDH.

### SFR Jugoslavija
Snažan partizanski pokret i paralelna narodna vlast na oslobođenim područjima te oslobađanje vlastitim snagama dovode do toga da je nakon rata Hrvatska postala dio nove, socijalističke Jugoslavije.
Krajem 1960-ih godina javljaju se zahtjevi za razvlaštenje federalne vlasti, jačanje tržišne privrede te se kritiziraju unitarističke i centralističke tendencije u Jugoslaviji. Višegodišnja kretanja prerastaju u pravi nacionalni pokret čija su središta Matica hrvatska, studenti te mlađi komunistički političari u Centralnom komitetu KPH od kojih su najpoznatiji Miko Tripalo i Savka Dabčević-Kučar. Pokret se posebno proširio do proljeća 1971. godine pa je i nazvan Hrvatsko proljeće. Širenje pokreta izaziva kritike u drugim jugoslavenskim republikama te Josip Broz Tito smjenjuje hrvatski politički vrh. Ipak ustavnim promjenama, a osobito donošenjem Ustava 1974. godine snažno je ojačan republički individualitet.
Titovom smrću 1980. godine nestaje element koji je svojom karizmom i autoritetom osiguravao koheziju visoko složenog sustava prepunog različitosti unutar Jugoslavije. Početak teške političke kriza prati gospodarska kriza, nastala sudarom tržišnih elemenata i elemenata planske privrede te afirmacija nacionalnih interesa. Radikalizacija zahtjeva u Srbiji koja na političko vodstvo dovodi Slobodana Miloševića dovodi do raspada SKJ. Krajem osamdesetih godina počinju se osnivati političke stranke te se priznaje višestranački sustav.

### Neovisna Hrvatska
Na prvim cišestranačkim izborima 1990. premoćnu pobjedu ostvaruje HDZ predvođen Franjom Tuđmanom te se 30. svibnja konstituira višestranački Hrvatski sabor. Novi Ustav Republike Hrvatske od 22. prosinca 1990. (poznat i kao Božićni Ustav) više nije bio ustav jedne komunističke države, a iz naziva se izbacuje naznaka Socijalistička: od tada ime države glasi: Republika Hrvatska. Na Referendumu o hrvatskoj samostalnosti održanom 19. svibnja 1991. većina od 93,24 % birača opredjeljuje se za samostalnu i neovisnu državu. Slijedom te odluke Sabor je 25. lipnja 1991. donio Ustavnu odluku o suverenosti i samostalnosti Republike Hrvatske kojim se Hrvatska uspostavlja kao neovisna država. Neuspjehom u rješavanju jugoslavenske krize 8. listopada 1991. raskida sve državnopravne sveze s dosadašnjom SFRJ.
Oružanom pobunom dijela srpskog stanovništva počinje Domovinski rat, koji je završio 1995. hrvatskom pobjedom u operaciji Oluja. Hrvatska je 22. svibnja 1992. primljena u Ujedinjene narode kao punopravni član. Drugu polovicu devedesetih karakterizira loša gospodarska situacija uzrokovana prelaskom na tržišno gospodarstvo, netransparentnom privatizacijom i posljedicama rata. Na parlamentarnim izborima 2000. pobjeđuje koalicija šest stranaka u koju su uključeni SDP, HSLS, HSS, HNS, LS i IDS. Premijer je Ivica Račan. Stjepan Mesić je izabran za predsjednika 2000., a reizabran 2005. Na vlast 2003. dolazi reformirani HDZ predvođen Ivom Sanaderom koji osvaja drugi mandat kao premijer nakon pobjede na izborima 2007. Razdoblje nakon 2000. karakterizira razvoj i rast gospodarstva do svjetske recesije 2008. godine.
Još od svog osamostaljenja glavni vanjskopolitički ciljevi Republike Hrvatske bili su ulazak u euroatlantske integracije, prije svega ulazak u Europsku uniju i NATO. Od 1. travnja 2009. članica je NATO-a, dok je 3. listopada 2005. Hrvatska započela pristupne pregovore za ulazak u Europsku uniju. Hrvatska je postala 28. članica Europske unije 1. srpnja 2013.
11. siječnja 2015. Kolinda Grabar-Kitarović izabrana je za prvu predsjednicu Republike Hrvatske.
Od 1. siječnja 2023. službena valuta u Hrvatskoj postao je euro. Istoga dana Hrvatska je i službeno postala članica Schengenskoga prostora.

## Zemljopis
Hrvatska ima:
- jezera i brežuljke na kontinentalnom sjeveru i sjeveroistoku (središnja Hrvatska i Slavonija kao dio Panonske nizine)
- pošumljene planine u Lici i Gorskom kotaru, što spada u Dinaride
- kamenitu obalu na Jadranskom moru (Istra, Sjeverno Primorje i Dalmacija).

Površina:
- obalnog mora: 33 200 km2
- kopna i mora: 89 810 km2
- gospodarska površina: 113 680 km2.

Dužina:
- kopnenih granica: 2028 km (detaljnije)
- obale: 5835 km
- obale kopnenog dijela: 1777 km
- obale na otocima: 4058 km.

Hrvatska broj 1246 (67 naseljenih) otoka, a a najviša je točka Dinara (Sinjal) na 1831 metar nadmorske visine.
Važniji gradovi u Hrvatskoj su Zagreb (glavni grad), Split, Dubrovnik, Rijeka, Osijek, Zadar, Karlovac, Pula, Sisak, Knin, Gospić (sjedište najveće hrvatske županije) Šibenik, Slavonski Brod, Mali Lošinj (najveći i najrazvijeniji otočni grad) i Vukovar (najveća riječna luka u Hrvatskoj).

### Klima
Klima je u unutrašnjosti Hrvatske umjereno kontinentalna, u gorskoj Hrvatskoj pretplaninska i planinska, u primorskom dijelu mediteranska (sa suhim i toplim ljetima te vlažnim i blagim zimama), a u zaleđu submediteranska (s nešto hladnijim zimama i toplijim ljetima). Na klimu Hrvatske utječe položaj u sjevernom umjerenom pojasu.
Prosječna temperatura u unutrašnjosti: siječanj 0 do 2 °C, kolovoz 19 do 23 °C dok je prosječna temperatura u primorju: siječanj 6 do 11 °C, kolovoz 21 do 27 °C.
S prosječno 2600 sunčanih sati u godini jadranska je obala jedna od najsunčanijih u Sredozemlju, a prosječna temperatura mora ljeti je od 25 do 27 °C.

## Zaštićena mjesta

### Svjetska baština
- Nacionalni park Plitvička jezera (1979.)
- Dioklecijanova palača (1979.)
- Gradska jezgra Dubrovnika (1979.)
- Eufrazijeva bazilika (1997.)
- Gradska jezgra Trogira (1997.)
- Šibenska katedrala (2000.)
- Starogradsko polje na Hvaru (2008.)
- stećci (2016.)
- Mletačke utvrde od 15. do 17. stoljeća: Stato da Terra i zapadni Stato da Mar u Šibeniku i Zadru (2017.)
- Bukove prašume u Karpatima i drugim područjima Europe (2017.)

### Nacionalni parkovi
- Brijuni
- Kornati
- Krka
- Mljet
- Paklenica
- Plitvička jezera
- Risnjak
- Sjeverni Velebit

## Politika
Od usvajanja novog Ustava 1990. godine, Hrvatska je parlamentarna demokracija. U Republici Hrvatskoj državna je vlast ustrojena na načelu trodiobe vlasti na zakonodavnu, izvršnu i sudbenu.

### Zakonodavna vlast
Hrvatski sabor je jednodomno zakonodavno tijelo s najmanje 100, a najviše 160 zastupnika, bira se općim izborima na mandat od četiri godine. Sabor svake godine zasjeda tijekom dvaju razdoblja: od 15. siječnja do 15. srpnja i od 15. rujna do 15. prosinca.

### Izvršna vlast
Predsjednik Republike je poglavar države, a bira se na neposrednim izborima svakih pet godina. Osim što je vrhovni zapovjednik Oružanih snaga, predsjednik države imenuje mandatara za sastav Vlade (predsjednika Vlade), koji mora za sebe i svoje ministre dobiti potvrdu (povjerenje) Sabora.
Vlada Republike Hrvatske, kao izvršna vlast, za svoj rad odgovara Saboru. Predlaže zakone i proračun, provodi zakone te vodi inozemnu i domaću politiku zemlje. Na čelu hrvatske Vlade nalazi se predsjednik Vlade. Vlada ima jednog ili više potpredsjednika i uobičajeno oko 15 ministara zaduženih za određena područja upravljanja. Mandat hrvatske Vlade traje 4 godine.

### Sudbena vlast
Hrvatska ima složen sustav sudstva. Sudbenu vlast obavljaju sudovi. Sudbena vlast je samostalna i neovisna, a sudovi sude na temelju Ustava i zakona. Sudovi sude i na osnovi međunarodnih ugovora koji su dio pravnog poretka Republike Hrvatske. U Hrvatskoj sudbenu vlast obavlja 110 prekršajnih sudova, 108 općinskih sudova i 13 trgovačkih sudova koji sude kao sudovi prvog stupnja. Upravni sud Republike Hrvatske odlučuje o tužbama protiv konačnih upravnih akata, odnosno u upravnim sporovima. Visoki trgovački sud Republike Hrvatske, Visoki prekršajni sud Republike Hrvatske te 21 županijski sud su, u pravilu, sudovi drugog stupnja. Vrhovni sud Republike Hrvatske, kao najviši sud, osigurava jedinstvenu primjenu zakona i ravnopravnost građana. U Hrvatskoj djeluje ukupno 256 sudova, a sudi ukupno 1.482 suca i 433 prekršajna suca.
Sudovi opće nadležnosti:
- Vrhovni sud Republike Hrvatske
- županijski sudovi
- općinski sudovi

Sudovi posebne nadležnosti:
- Upravni sud Republike Hrvatske
- Visoki trgovački sud Republike Hrvatske
- trgovački sudovi
- Visoki prekršajni sud Republike Hrvatske
- prekršajni sudovi

### Ustavni sud
Ustavni sud Republike Hrvatske, koji nije dio sudbene vlasti, donosi odluke o pitanjima suglasnosti zakona s Ustavom, o suglasnosti drugih propisa s Ustavom i zakonima, donosi odluke povodom ustavnih tužbi te odlučuje o drugim pitanjima određenim Ustavom. S obzirom na to kako Ustavni sud nije dio trodiobe vlasti, smatra se četvrtom polugom cjelokupnog ustroja Hrvatske države.
Povezan članak: Pristupanje Hrvatske Europskoj uniji

## Upravna podjela
U Hrvatskoj su općine i gradovi prema Ustavu, jedinice lokalne samouprave. Teritorij Hrvatske upravno je podijeljen na 128 gradova i 428 općina. Općine i gradovi u Hrvatskoj čine najnižu razinu samouprave. Hrvatska je podijeljena na dvadeset županija i Grad Zagreb koji ima status županije. Županija obuhvaća više prostorno povezanih općina i gradova na svom području. Površinom je najveća županija Ličko-senjska, a najmanja Međimurska županija. Županije s najviše stanovnika su Grad Zagreb, Splitsko-dalmatinska, Zagrebačka, Primorsko-goranska i Osječko-baranjska.
| županija               | sjedište       | površina (km2) | stanovništvo (popis 2021.) |
| ---------------------- | -------------- | -------------- | -------------------------- |
| Bjelovarsko-bilogorska | Bjelovar       | 2652           | 101 879                    |
| Brodsko-posavska       | Slavonski Brod | 2043           | 130 267                    |
| Dubrovačko-neretvanska | Dubrovnik      | 1783           | 115 564                    |
| Istarska               | Pazin          | 2820           | 195 237                    |
| Karlovačka             | Karlovac       | 3622           | 112 195                    |
| Koprivničko-križevačka | Koprivnica     | 1746           | 101 221                    |
| Krapinsko-zagorska     | Krapina        | 1224           | 120 702                    |
| Ličko-senjska          | Gospić         | 5350           | 42 748                     |
| Međimurska             | Čakovec        | 730            | 105 250                    |
| Osječko-baranjska      | Osijek         | 4152           | 258 026                    |
| Požeško-slavonska      | Požega         | 1845           | 64 084                     |
| Primorsko-goranska     | Rijeka         | 3582           | 265 419                    |
| Sisačko-moslavačka     | Sisak          | 4463           | 139 603                    |
| Splitsko-dalmatinska   | Split          | 4534           | 423 407                    |
| Šibensko-kninska       | Šibenik        | 2939           | 96 381                     |
| Varaždinska            | Varaždin       | 1261           | 159 487                    |
| Virovitičko-podravska  | Virovitica     | 2068           | 70 368                     |
| Vukovarsko-srijemska   | Vukovar        | 2448           | 143 113                    |
| Zadarska               | Zadar          | 3642           | 159 766                    |
| Zagrebačka             | Zagreb         | 3078           | 299 985                    |
| Grad Zagreb            | Zagreb         | 641            | 767 131                    |

## Gospodarstvo
Po MMF-u bruto domaći proizvod je 2021. godine iznosio 58,29 milijardi € ili 14 730 € po stanovniku, a po paritetu kupovne moći ukupni BDP iznosio je 135,975 milijardi USD ili 35 054 USD po stanovniku. Prema Eurostatu, statističkom uredu EU, hrvatski BDP po stanovniku iskazan prema standardu kupovne moći 2022. iznosi 73 % prosjeka Europske unije.
Po podatcima Državnog zavoda za statistiku prosječna neto plaća za kolovoz 2023. godine iznosila je 1163 €, dok je prosječna bruto plaća iznosila 1641 €. Hrvatska kućanstva su u 2021. godini imala nešto više od 89 000 kuna raspoloživih sredstava, dok im je potrošnja iznoslia oko 3500 €.
Na svjetskoj ljestvici ekonomskih sloboda, koju objavljuje The Heritage Foundation u suradnji s The Wall Street Journalom, u 2023. godini Hrvatska se nalazila na 46. mjestu. Deficit platne bilance 2022. godine iznosio je 1,4 milijarde eura ili oko 6 % BDP-a. Prosječna godišnja stopa inflacije prema HNB-u iznosila je 10,8 u 2022 godini. Na kraju 2022. godine devizne pričuve iznosile su 27,9 milijardi eura, inozemni dug 49,6 milijardi eura, a dug opće države (javni dug) 68,8 % BDP-a.
Hrvatska je u prvih šest mjeseci 2010. izvezla roba u vrijednosti nešto većoj od 30,5 milijardi kuna, dok je istodobno uvoz iznosio 52,2 milijardu kuna, pa je robni deficit premašio iznos od 21,6 milijarde kuna i bio je 24,9 posto manji nego u istom razdoblju lani. Pokrivenost uvoza izvozom od 58,4 posto. Najveći hrvatski izvozni partneri su Italija, BiH i Njemačka, a najveći uvozni partneri Italija, Njemačka i Rusija. Izravna strana ulaganja u Hrvatsku, prema podatcima HNB-a, u razdoblju od 1993. do lipnja 2005. godine iznose 11,2 milijarde eura. Najveća hrvatska tvrtka prema prihodu u 2008. godini je INA s 26,7 milijarde kuna, slijedi Konzum s 12,7 milijardi kuna te HEP s 11,4 milijarde kuna.
Broj prijavljenih na Državnom zavodu za zapošljavanje u srpnju 2009. godine bio je 248 586, pa se stopa nezaposlenosti popela na 14 %. Na kraju 2008. godine bilo je ukupno 1 543 878 zaposlenih osoba, najviše u prerađivačkoj industriji, trgovini i građevinarstvu. U uslužnim djelatnostima radi 64,1 % zaposlenih, u industriji i graditeljstvu 30,9 %, a 4,8 % u poljoprivredi. Stopa anketne nezaposlenosti je u prvom tromjesečju 2009. godine iznosila 9,4 %, odnosno 167.000 nezaposlenih. Pri tome je u Hrvatskoj ukupno zaposleno 1,638 milijuna osoba, od čega 911 000 muškaraca i 727 000 žena. U državnim i javnim službama zaposleno je oko 260 000 ljudi, u javnim službama, kao što su obrazovanje i zdravstvo, 180 000, a u državnoj upravi 65 000 zaposlenika.
Poljoprivredna proizvodnja u 2022. vrijedila je 3,25 milijardi €, a 2023. zapošljavala 6,8 % radne snage. Od 2,7 milijuna hektara poljoprivrednih površina obrađuje se oko 1,5 milijuna. Ostatak je neobrađen ili u vlasništvu države. Prosječna veličina imanja je 10 hektara. Industrija ostvaruje oko petine BDP-a, a zapošljava 28,7 % radne snage. Brodogradnja je značajna privredna grana, a najveća brodogradilišta su: Brodosplit, Uljanik i 3. maj. Trgovina je najutjecajnija gospodarska grana. U uslužnim i drugim djelatnostima je zaposleno 64,4 % ukupnog broja zaposlenih.
Turizam je iznimno važan za Hrvatsku. U 2022. godini je ostvareno je 17,8 milijuna dolazaka i 90 milijuna noćenja turista. Najviše turista dolazi iz Njemačke, Austrije i Slovenije. Županije s njaviše dolazaka i noćenja su Istarska, Splitsko-dalmatinska i Primorsko-goranska.
Krajem 2009. godine Hrvatska je imala 679 000 zaposlenih u privatnim, 114 000 zaposlenih u državnim, a isti broj osoba je bio zaposlen u tvrtkama koje se nalaze u mješovitom vlasništvu. Pored njih Hrvatska ima i 240 000 zaposlenih u javnom sektoru.

## Promet
Hrvatska ima vrlo razvijenu mrežu autocesta. Hrvatska je u prometnom smislu bila diskriminirana za vrijeme Jugoslavije jer su se gradile autoceste koje nisu bile u skladu s hrvatskim nacionalnim interesom. Značajni infrastrukturni projekti na gradnji autocesta započeli su 2000. godine kada započinje intenzivna gradnja i povezivanje Hrvatske. U Hrvatskoj ukupno ima preko 1400 kilometara autocesta koje povezuju Zagreb s drugim većim gradovima.
Sredinom 2005. godine je u promet puštena autocesta A1 koja povezuje dva najveća grada Zagreb i Split. Autocesta A2 ide od slovenske granice prema Zagrebu. Autocesta A3 prolazi Panonskom Hrvatskom od Bregane do Lipovca. A4 ide od Goričana na mađarskoj granici prema Zagrebu. Autocesta A5, tzv. Slavonika povezuje Slavoniju, tj. Osijek i Beli Manastir sa Zagrebom i Jadranom. Autocesta A6 povezuje Zagreb i Rijeku. Autoceste A8 i A9 čine Istarski ipsilon.
Rijeka je najveća luka na Jadranu s više od 2,253 milijuna tona tereta u 2021. godini, dok je Zračna luka „Franjo Tuđman” najveća zračna luka u državi s najvećim brojem prevezenih putnika i jedinica tereta. Hrvatska ima sedam zračnih luka za međunarodni promet i to u: Zagrebu, Zadru, Splitu, Dubrovniku, Rijeci, Osijeku i Puli. Croatia Airlines je nacionalni zrakoplovni prijevoznik. Jadrolinija je najveći i nacionalni brodarski prijevoznik sa sjedištem u Rijeci gdje se nalazi najveća lučka kapetanija u državi. Hrvatska ima donekle razvijen sustav željeznica, ali zbog političkih razloga u prošlosti neki dijelovi Hrvatske nisu povezani, poput Istre i Dubrovnika. Hrvatske željeznice su državna željeznička tvrtka.
U Hrvatskoj je u 2021. godini registrirano 151.680 novih automobila što je najveći broj u povijesti i predstavlja povećanje od 14,4 % u odnosu na prethodnu godinu. Najprodavanija marka je Volkswagen, slijede Škoda i Opel. U Hrvatskoj na 1000 stanovnika dolazi 425 automobila.

## Komunikacije
Hrvatska se po uporabi informatičke i komunikacijske tehnologije nalazi na 49. mjestu od ukupno 134 zemlje obuhvaćene u istraživanju Svjetskog ekonomskog foruma. Svaki treći Hrvat koristi računalo svaki dan, a domaće tržište tehnologija i telekomunikacija je godišnje vrijedno milijardu dolara. Oko 37 % hrvatskih kućanstava posjeduje osobno računalo.
U 2008. godini 47 % stanovnika starijih od petnaest godina koristi internet što je porast od 8 % u odnosu na 2007. godinu. Ukupan broj korisnika je 2,24 milijuna. Od toga broja 56 % koristi internet svaki dan. Broj širokopojasnih priključaka internetu iznosi 722 110 čime je dostignuta razina gustoće širokopojasnih priključaka internetu od 16,28 %. Uslugu internet bankarstva u prvom kvartalu 2009. koristilo je 597 866 građana te 155 721 poslovnih subjekata, što je povećanje od 32,06 % korištenja kod građana, odnosno 15,32 % kod poslovnih subjekata u odnosu na godinu lani. Stopa softverskog piratstva na osobnim računalima trenutačno iznosi 54 %.
Oko 79 % hrvatskih građana posjeduje mobilni telefon, a 12 % građana ima više od jednog mobitela. Vodeći pružatelji usluga mobilne telefonije su Hrvatski Telekom, A1 i Telemach. U pokretnim mrežama krajem prošle godine tri komercijalna operatera imala su ukupno više od 5,87 milijuna korisnika, čime je dostignuta penetracija od 132,55 %. Devet komercijalnih operatera nepokretne mreže krajem 2008. imalo je nešto više od 1,85 milijuna korisnika, čime je gustoća od 41,73 % neznatno pala u odnosu na 2007. godinu.
Tržište elektroničkih komunikacija u 2008. godini je vrijedilo 15 milijardi kuna, od toga je najveći dio ili oko 8,5 milijardi kuna ostvaren u pokretnim mrežama, dok je prihod u nepokretnim mrežama bio nešto malo viši od 5 milijardi kuna. Prihod od prijenosa podataka premašio je milijardu kuna, dok se ostatak ukupnog prihoda odnosi na najam vodova i kabelsku televiziju. Od ukupnog prihoda od nepokretnih mreža 83,01 % je ostvario T-HT, dok se oko 17 % tog prihoda odnosi na tzv. nove operatere.

## Stanovništvo
Republika Hrvatska prema popisu iz 2021. ima 3 871 833 stalnih stanovnika, od čega 2 006 704 žene (51,8 %) i 1 865 129 muškaraca (48,2 %). U odnosu na popis iz 2011. godine broj stanovnika smanjio se za 413 056 osoba ili 9,6 %.
U svim županijama smanjen je ukupan broj stanovnika. Najveći je relativni pad broja stanovnika u Vukovarsko-srijemskoj županiji (20,3 %), Sisačko-moslavačkoj županiji (19,0 %), Požeško-slavonskoj županiji (17,9 %), Brodsko-posavskoj županiji (17,9 %) te u Virovitičko-podravskoj županiji (17,1 %).
| broj stanovnika | 2181499 | 2398292 | 2506228 | 2854558 | 3161456 | 3460584 | 3443375 | 3785455 | 3779858 | 3936022 | 4159696 | 4426221 | 4601469 | 4784265 | 4492049 | 4456096 | 3937024 |
|                 | 1857.   | 1869.   | 1880.   | 1890.   | 1900.   | 1910.   | 1921.   | 1931.   | 1948.   | 1953.   | 1961.   | 1971.   | 1981.   | 1991.   | 2001.   | 2011.   | 2021.   |

U drugom desetljeću 21. stoljeća Hrvatska bilježi negativan migracijski saldo, tj. broj odseljenih iz Hrvatske je veći od broja doseljenih. Tako se 2018. u inozemstvo odselilo 39.515 osoba a iz inozemstva se doselilo 26.029 osoba, što daje negativni saldo od –13.486 osoba. Među iseljenim osobama bilo je 92,2 % hrvatskih državljana i 7,8 % stranaca, a najviše osoba odselilo se u Njemačku (55,0 %). Među doseljenim osobama bilo je 33,1 % hrvatskih državljana i 66,9 % stranaca, a najviše osoba doselilo se iz Bosne i Hercegovine (39,8 %).
U 2019. godini u Hrvatskoj je rođeno 36.296 djece, od toga 36.135 živorođene, a umrlo je 51.794 osoba, što čini negativan prirodni prirast od 15.659 osoba. Stopa nataliteta iznosila je 8,9 ‰, stopa mortaliteta 12,7 ‰, a prirodni prirast bio je –3,9 ‰. Sklopljeno je 19 761 brakova a razvedeno je njih 5936.
Po hrvatskom demografu Stjepanu Štercu, Hrvatska bilježi demografske gubitke u svakom od popisa stanovništva nakon 1910. godine te jedina od zemalja u svojem okruženju bilježi pad stanovništva u svim popisima stanovništva nakon svjetskih ratova u 20. stoljeću. Ukupni demografski gubitak od početka 20. stoljeća do 2011. godine procjenjuju na 2.434.000 stanovnika ili čak na oko 57 % današnje hrvatske populacije. Šterc pripisuje te događaje teškim posljedicama ratova, izloženosti stranim dominacijama u višenacionalnim državama tijekom 20. stoljeća te neprikladnim državnim politikama u ekonomskim i demografskim pitanjima. Ovakvi bi procesi i s tim intenzitetom razorili svaku populaciju, bez obzira na razinu njezine gospodarske razvijenosti i zato je danas Hrvatska praktički u demografskom slomu, ocjenjuje Šterc.

### Sastav stanovništva
██ Hrvati
██ Srbi
██ Česi
██ Mađari
██ Talijani
Narodnosni sastav stanovništva jest:
- 91,6 % – Hrvati
- 3,2 % – Srbi
- 0,6 % – Bošnjaci (Muslimani)
- 0,5 % – Romi
- 0,4 % – Talijani
- 0,4 % – Albanaci
- udio ostalih pripadnika nacionalnih manjina pojedinačno manji od 0,3 %
- udio osoba koje su se regionalno izjasnile iznosi 0,3 %, a osoba koje se nisu željele izjasniti iznosi 0,6 %.

Udio stanovništva u dobi od 0 do 14 godina iznosi 14,3 %, a udio stanovništva u dobi od 65 i više godina iznosi 22,5 %.
Prema materinskom jeziku, 95,3 % osoba izjasnilo se da im je materinski jezik hrvatski, a 1,2 % osoba izjasnilo se da im je materinski jezik srpski. Udio osoba s nekim drugim materinskim jezikom pojedinačno je manji od 1,0 %.
Od ukupnog broja stanovnika Republike Hrvatske njih 99,2 % ima hrvatsko državljanstvo, dok je stranih državljana 0,7 % ili 28.784.
U Hrvatskoj je po popisu stanovništva iz 2021. godine živjelo 3 871 833 stanovnika od čega 2 006 704 žene i 1 865 129 muškaraca. Prosječna starost stanovništva bila je 44,3 godine (45,9 godina za žene i 42,5 godine za muškarce). Očekivano trajanje života pri rođenju je 2021. godine bilo 79,8 godina za žene i 73,6 godina za muškarce.

### Vjeroispovijest
Po popisu stanovništva iz 2021. godine najzastupljenija vjeroispovijest je katolička (79 %) (v. katoličanstvo u Hrvata i katoličanstvo u Republici Hrvatskoj). Druge zastupljenije vjeroispovijesti su pravoslavna (3,3 %) i islamska (1,3 %). Osoba koje nisu vjernici i ateista ima 4,7 %, dok se 1,7 % osoba nije željelo izjasniti na pitanje o vjeri.

## Jezici
U Hrvatskoj je službeni jezik hrvatski, kojeg 95,3 % stanovnika smatra materinskim. Na području Istarske županije službeni je i talijanski jezik koji je 2021. godine bio materinski jezik za 12 890 stanovnika. Manjinski jezici u Hrvatskoj zaštićeni su međunarodnim sporazumima i ugovorima, ustavom, ustavnim zakonom i drugim zakonima.
U Hrvatskoj je autohtoni jezik hrvatski jezik te jezik predmletačkih autohtonih romanskih stanovnika poluotoka Istre (istriotski).
Značajniji su manjinski jezici albanski, bošnjački, bugarski, crnogorski, češki, hebrejski, mađarski, makedonski, njemački, poljski, romski, rumunjski, ruski, rusinski, slovački, slovenski, srpski, talijanski, turski, ukrajinski i vlaški.

## Obrazovanje
U Hrvatskoj je 2023. godine radilo 1583 dječjih vrtića koji su ostvarivali programe predškolskog odgoja i naobrazbe. Udio privatnih vrtića je 20,8 %, dok ostatak čine vrtići u gradskom, općinskom i županijskom vlasništvu. Ukupan broj djece koja su obuhvaćena nekim programom je 147.888 djece u dobi od šest mjeseci do šest godina. U privatnim vrtićima je smješteno 19 % djece. Djeca s teškoćama u razvoju čine 3,6 % vrtićke populacije dok je udio darovite djece 1,1 %. Na 10 djece dolazi jedan odgojitelj, ako ubrajamo i kraće programe, a na 13 djece dolazi jedan odgojitelj u cjelodnevnom programu javnih vrtića. Na 11 djece dolazi jedan odgojitelj u privatnim vrtićima.
Prije kretanja u osnovnu školu, sva djeca u Hrvatskoj obavezno pohađaju tzv. predškolu, u trajanju od godine dana. U predškoli djeca usvajaju osnovne pojmove o vremenskim i prostornim odnosima, razvijaju predčitalačke vještine, stvaraju radne navike i socijaliziraju se u odgojnoj skupini.
Osnovno obrazovanje započinje s navršenih 7 godina, a redovito traje 8 godina. U prva četiri razreda djecu obrazuje jedan učitelj, a u druga četiri razreda djeca dobivaju učitelja iz svakog predmeta. Udio žena u učiteljskoj populaciji je 82,6 %. Pismeno je 99,2 % stanovnika starih 11 i više godina prema podacima iz 2011. U 2023. godini u Hrvatskoj je bilo je 883 osnovnih škola, koje su u svom sastavu imale 1101 područnih škola, s ukupno 305.602 učenika. Odnos broja učitelja i učenika u redovitom obrazovanju bio je 1:8,6, a u obrazovanju za djecu i mladež s teškoćama u razvoju 1:1,8. Broj učenika u prvom razredu iznosio je 35 358 u 2023. godini. 2009. godine u 2057 škola nastava se izvodila samo na jednom jeziku, od čega u 2015 na hrvatskom, u 19 na srpskome, u 11 na talijanskome, u sedam na češkome, u pet na mađarskome. Osim na hrvatskom jeziku 28 škola nastavu izvodi na jezicima nacionalnih manjina. Prvi put u školske klupe sjelo je 43.286 prvaša. Učenici u uzrastu do 15 godina stječu znanja i vještine potrebne za daljnje obrazovanje.
U hrvatskim srednjim školama obrazovanje traje tri ili četiri godine. Srednje se škole dijele na gimnazije, strukovne škole i umjetničke škole. U prve razrede srednjih škola 2007. godine su upisana 51.384 učenika. Od toga se u gimnazije upisalo 12.635 učenika, u umjetničke škole 1509, u četverogodišnje škole 21,784, u trogodišnje škole 14.938, u programe niže stručne spreme 52 te u škole s posebnim i prilagođenim programima 466 učenika. Trogodišnje strukovne škole pripremaju učenike za rad u gospodarstvu, pri čemu učenici znatan dio tzv. praktične nastave provode kod obrtnika ili u trgovačkim društvima, radom u onoj struci za koju se školuju. Dio programa u strukovnim školama traje 4 ili 5 godina, a učenici se osim za rad u struci pripremaju i za nastavak obrazovanja na visokoškolskim ustanovama; kojemu mogu pristupiti ako su na završetku srednje škole položili državnu maturu. U strukovnim srednjim školama postoje i programi za učenike s teškoćama u razvoju te programi stjecanja tzv. niže razine srednjeg obrazovanja, gdje se osnovne kompetencije za rad stječu u skraćenom vremenu. Dio učenika pohađa gimnazije koje u pravilu traju 4 godine, i koje pripremaju učenike za daljnje obrazovanje, podukom kroz općeobrazovne predmete poput matematike, materinjeg jezika, stranih jezika i prirodnoznanstvenih predmeta. Postoji jedna sportska (u Zagrebu) i više umjetničkih gimnazija, gdje su nastavni programi usklađeni s bavljenjem sportom, odnosno programima umjetničkog obrazovanja. Umjetničko obrazovanje izvodi se u mreži od stotinjak osnovnih glazbenih i plesnih škola u svim većim i srednjim gradovima u Hrvatskoj koje učenici pohađaju paralelno s pohađanjem običnih osnovnih škola. Srednje umjetničke škole se mogu pohađati bio paralelno s pohađanjem drugih srednjih škola (strukovnih ili gimnazija), ili uklopljeno u programe umjetničkih gimnazija. Neke srednje strukovne škole također imaju programe obrazovanja za umjetničke struke, poput fotografa, grafičkih dizajnera i dizajnera obuće.
Nakon srednjoškolskog daljnje obrazovanje je dostupno na veleučilištima i sveučilištima. Hrvatska ima devet sveučilišta: Sveučilište u Zagrebu, Sveučilište u Rijeci, Sveučilište u Splitu, Sveučilište u Osijeku, Sveučilište u Zadru, Sveučilište u Dubrovniku, Sveučilište u Puli, Sveučilište Sjever i Sveučilište u Slavonskom Brodu. Sveučilište u Zadru je najstarije hrvatsko sveučilište osnovano 1396. godine, dok je najstarije sveučilište s neprekinutim djelovanjem u Jugoistočnoj Europi Sveučilište u Zagrebu osnovano 1669. godine. U Hrvatskoj djeluje i dvanaest javnih i dva privatna veleučilišta. Djeluje i devetnaest visokih škola, od kojih je sedamnaest privatnih. Od uvođenja Bolonjskog procesa 2003. godine, u pravilu nakon tri godine studija se stječe titula prvostupnika, nakon daljnje dvije godine postaje se magistar, a poslijediplomskim studijem od tri godine stječe se titula doktora.
Visokoškolsko obrazovanje u Republici Hrvatskoj usklađeno je s europskim tzv. Bolonjskim sustavom, a nastava se izvodi na sveučilišnim i tzv. veleučilišnim obrazovnim ustanovama. Nastavnici na fakultetima, koji su uključeni u sveučilišta, moraju se baviti znanstvenim radom, a studenti pohađaju najprije dodiplomski (u principu, trogodišnji) studij, a mnogi od njih potom i diplomski (najčešće dvogodišnji) studij. Neki studijski programi su integrirani na način da se odmah upisuje 5-godišnji (tako je npr. sa studijem prava) ili 6-godišnji (medicina) studij. Manji broj studenata nakon završetka studija upisuje postdiplomske, studije, koje mogu biti znanstvene tj. doktorske, ili nešto manje zahtjevnije postdiplomske stručne studije. Na visokim školama nastavnici ne moraju biti znanstvenici, ali moraju imati visoke kompetencije iz struke koju predaju; stručni naslovi studenata koji dovrše takve studije se razlikuju od onih koje daju sveučilišne ustanove: na sveučilišnim ustanovama se stječe naslove sveučilišni prvostupnik/prvostupnica (kratica: bacc. od lat. baccalaureus/baccalaurea), uz naznaku određene struke (nakon 3 godine), odnosno sveučilišni magistar/magistra (kratica: bacc. od lat. mag.), uz naznaku struke; na veleučilištima se nakon okončanja tzv. kratkih stručnih studija, koji traju manje od 3 godine dobiva naslov stručni pristupnik/pristupnica (kratica pristup., npr. pristup. oec.), nakon završetka (češćih) trogodišnjih studija naslov stručni prvostupnik/prvostupnica (kratica: bacc., jednako kao i kod trogodišnjih sveučilišnih studija), a nakon još godinu do dvije godine daljnjeg obrazovanja na tzv. specijalističkom stručnom studiju naslov stručni specijalist/specijalistica (kratica struč. spec.).
Pismenost je u Hrvatskoj visoka: 2011. je u zemlji bilo samo 0,8 posto nepismenih. Sredinom 20. stoljeća je nepismenost bila viša te je 1953. godine 16,3 posto ukupnog stanovništva Hrvatske starijeg od 10 godina bilo nepismeno. Među nepismenima se danas bilježi znatno veći udio nepismenih žena, u prvom redu stoga što u R Hrvatskoj žene u prosjeku žive čak 7 godina dulje od muškaraca, a u starijih naraštaja je nepismenost raširenija.
Po popisu stanovništva iz 2001. godine fakultetski obrazovane osobe činile su 7,82 % stanovništva. U taj broj bili su uključeni su i magistri i doktori znanosti. Građani s višom školom činili su tada 4,08 %. Oko 40 % građana je samo sa završenom osnovnom, nezavršenom osnovnom ili bez ikakve škole, a od 47 % građana sa srednjom školom tri petine njih završilo trogodišnju strukovnu školu. U dobi između 25 i 64 godine broj osoba s fakultetskom diplomom iznosi 18 %. Na visokim učilištima 2006. diplomiralo je 19.566 studenata, što je za 7,4 % više nego 2005. godine. Od ukupnog broja diplomiranih 64 % su redoviti studenti, a udio žena je 59,3 %. U Hrvatskoj trenutačno studira oko 170.000 studenata. Sukladno europskim trendovima, zadnjih desetljeća visokoškolski sustav upisuje veći udio mladih te je u 2019. godine visokoškolski studij završilo 33.704 studenata, a među njima čak 20.286 studentica. Generacije koje danas u Hrvatskoj završavaju visoke škole, broje oko 50.000 pa proizlazi da s neke od njih diplomira oko pola mladića i čak oko 4/5 djevojaka.
Prema Indeksu ljudskog kapitala (Human Capital Index) kojega sačinjava svake godine Svjetska banka, gdje se mjeri uspješnost zemalja u mobiliziranju ekonomskih i profesionalnih potencijala svojih građana (indeks iskazuje koliko kapitala pojedina država izgubi: tako bi zemlja koja u potpunosti iskoristi potencijale svojega stanovništva imala indeks 1; u stvarnosti su tu najuspješniji Singapur s 0,88 i Južna Koreja s indeksom 0,84) – obrazovanje kod formiranja toga indeksa daje odlučan doprinos – Hrvatska je s indeksom 0,71 svrstana u gornju četvrtinu, približno gdje i susjedne Mađarska (0,69) i Austrija (0,74).
Prema rangiranju Education index Ujedinjenih naroda, Hrvatska je 2021. bila po kvaliteti obrazovanja na 36. od promatranih 191 zemalja; tu valja opaziti da većina članica Europske unije iskazuje nešto bolje rezultate od Hrvatske.

## Zdravstvo
U Hrvatskoj postoji 69 bolničkih ustanova i lječilišta i to 5 kliničkih bolničkih centara, 3 kliničke bolnice i 4 klinike, 22 opće bolnice, 27 specijalnih bolnica, 3 lječilišta, 46 domova zdravlja, 7 zavoda i 3 privatne bolnice. Osim toga u manjim je mjestima radilo još 9 općih stacionara i 6 izvanbolničkih rodilišta. Broj se bolničkih kreveta u razdoblju od 1990. do 2000. smanjio za oko 24 %. U 2004. je bilo 24 549 bolničkih kreveta. U bolnicama se iste godine liječilo 726 320 osoba.
Hrvatska je s 276 liječnika na 100.000 stanovnika ispod prosjeka tranzicijskih zemalja i zemalja Europske unije. Manjak liječnika bi za Hrvatsku mogao biti dugoročan problem, na što upozorava sve manji interes mladih za studij medicine, jer se 1990. godine za jedno upisno mjesto natjecalo sedam, a danas svega 2,2 kandidata. To prati i negativna selekcija, odnosno niže prosječne upisne ocjene. U hrvatskim bolnicama radi oko 7000 liječnika, a samo u četiri osnovne grane medicine, internoj, kirurgiji, ginekologiji i pedijatriji, nedostaje 925 specijalista. U Hrvatskoj ima ukupno 16.956 liječnika, od kojih 12.149 radi u zdravstvenim ustanovama, a 3992 liječnika radi u farmaciji i drugim djelatnostima.
Prema podacima HZZO-a visoki krvni tlak, dijabetes, zloćudne bolesti, osteoporoza, metabolički sindrom, povišene masnoće u krvi i bolesti organa za kretanje najčešći su razlozi zbog kojih hrvatski građani traže liječničku pomoć. Svaki zaposleni u prosjeku godišnje koristi desetak dana bolovanja. U 2008. godini umrlo je 52.367 osoba, i to nešto više muškaraca nego žena. Od toga broja, 26.506 osoba umrlo je od bolesti srca i krvnih žila, a njih 12.853 od raka. Ostali češći uzroci smrti su ozljede i trovanja, bolesti dišnih putova te probavnih organa. Danas rođeno dijete u Hrvatskoj ima velike šanse doživjeti 79 godina ako je žena i 72 ako je muškarac. U Hrvatskoj je 2014. godine skupljeno 145.125 doza krvi, odnosno 3,39 davanja krvi na stotinu stanovnika. U Hrvatskoj je od 1983. do 2007. godine obavljeno 736.196 pobačaja.

## Kultura
Hrvatska se kultura zasniva na dugoj, burnoj i raznolikoj povijesti iz koje su očuvani mnogi spomenici, umjetnička i znanstvena djela. Hrvatska ima sedam spomenika svjetske baštine i osam nacionalnih parkova. Kravata, popularan odjevni predmet, potječe upravo iz Hrvatske. Hrvatska je svjetskoj baštini dala mnoge velikane: od književnika, glazbenika, slikara, kipara, arhitekata, znanstvenika, filozofa i ratnika. Kao najvažniji mogu se spomenuti tri dobitnika Nobelove nagrade: Ivo Andrić za književnost, Vladimir Prelog i Lavoslav Ružička za kemiju.

### Književnost
Počeci Hrvatske pismenosti sežu u srednji vijek. Hrvati pišu na glagoljici, bosančici i latinici. Simbol početka hrvatske književnosti je Bašćanska ploča. Važan je i glagoljički Zapis popa Martinca. U 14. stoljeću razvija se i lirsko pjesništvo većinom vjerskog karaktera. Nositelji književnog života su većinom svećenici i glagoljaši. Najstarija je božićna pjesma U se vrime godišća prevedena s latinskog. Jedan od najstarijih zapisa na latinici je pobožna Šibenska molitva nastala oko 1347. godine. Hrvojev misal je najljepši i najbogatije ilustrirani glagoljski rukopis hrvatskoga srednjovjekovlja. Misal po zakonu rimskog dvora tiskan 1483. godine je hrvatski prvotisak otisnut 28 godina nakon Gutenbergove četrdesetdvoredne Biblije i prvi je misal u Europi koji nije tiskan latiničnim slovima.
Humanizam se najjače očitovao u priobalnim gradovima. Najvažniji hrvatski humanisti su Ivan Česmički, Juraj Šižgorić, Antun Vrančić i Ilija Crijević. Bogatstvo hrvatske renesansne književnosti može se uočiti po brojnosti i raznolikosti književnih oblika. Marko Marulić se naziva ocem hrvatske književnosti s najvažnijim djelima Judita na hrvatskom i Davidijada na latinskom jeziku. Petar Hektorović piše putopisni spjev Ribanje i ribarsko prigovaranje, a Petar Zoranić prvi hrvatski roman Planine. Najznačajniji pjesnici su Šiško Menčetić, Džore Držić, Mavro Vetranović, Brne Karnarutić i Hanibal Lucić s pjesmom. Najvažniji renesansni komediograf je Marin Držić, a najpoznatije komedije su mu Dundo Maroje, Novela od Stanca i Skup.
U baroku uvjetovano turskim osvajanjima i rascjepkanošću zemlje djeluju četiri regionalna književna kruga. Glavni i najplodonosniji je onaj iz Dubrovnika. Najvažniji predstavnik je Ivan Gundulić s djelima Suze sina razmetnog, Dubravka i Osman. Ostali predstavnici su Ivan Bunić Vučić, Junije Palmotić i Ignjat Đurđević. Slijedi dalmatinski književni krug te književnost Banske Hrvatske i Slavonije. Nikola Zrinski, Fran Krsto Frankapan, Katarina Zrinski, Juraj Habdelić i Antun Kanižlić najvažniji su predstavnici. Hrvatskom književnosti 18. stoljeća dominira barok, prosvjetiteljstvo i klasicizam, a javljaju se i neke značajke predromantizma. Iznimno veliku popularnost postiže Razgovor ugodni naroda slovinskog Andrije Kačića Miošića. Iz tog razdoblja valja spomenuti Matiju Petra Katančića, Matiju Antuna Reljkovića i Tituša Brezovačkog.
Romantizam se javlja za vrijeme hrvatskog književnog preporoda koji traje od 1813. do 1860. godine, a karakterizira ga nacionalno buđenje. Ljudevit Gaj postaje predvodnikom preporodnih nastojanja, a ostali predstavnici su Pavao Štoos, Stanko Vraz, Dimitrija Demeter, Ivan Mažuranić i Petar Preradović. Protorealizam se još naziva i Šenoinim dobom po najvažnijoj osobi tog razdoblja Augustu Šenoi. Njegova pojava simbolizira prodor hrvatske umjetnosti riječi u šire čitalačke mase. Hrvatski realizam traje od 1881. do 1890., a najvažniji predstavnici su pravaši Eugen Kumičić i Ante Kovačić te Ksaver Šandor Gjalski, Josip Kozarac, Vjenceslav Novak i Silvije Strahimir Kranjčević.
Hrvatska moderna traje od 1892. do 1916. godine. Najznačajniji književnici tog razdoblja su Antun Gustav Matoš, Ivo Vojnović, Dinko Šimunović, Fran Galović, Dragutin Domjanić, Vladimir Vidrić, Ivan Kozarac i Vladimir Nazor. U Zagrebu se 1900. osniva Društvo hrvatskih književnika. Najvažniji predstavnici hrvatske književnosti u razdoblju 1914. do 1929. godine su Ivo Andrić i Antun Branko Šimić. Najvažniji književnik 20. stoljeća je Miroslav Krleža. Predstavnici nove generacije su Tin Ujević, Dobriša Cesarić, Dragutin Tadijanović, Ivan Goran Kovačić. Najvažniji predstavnici druge moderne su književnici okupljeni oko časopisa Krug nazvani krugovaši poput Slobodana Novaka, Josipa Pupačića, Vlatko Pavletić i Vlade Gotovca, a priklonili su im se i Jure Kaštelan i Vesna Parun. U postmoderni djeluju Ivo Brešan, Ivan Aralica i Pavao Pavličić. U anketi iz 2009. godine među građanima Hrvatske najpoznatijim hrvatskim pjesnikom proglašen je Tin Ujević, a slijede Dobriša Cesarić, Vesna Parun, Dragutin Tadijanović i Antun Branko Šimić.

### Znanost
Mnogo značajnih znanstvenika i izumitelja potječe iz Hrvatske. Slavoljub Eduard Penkala je izumitelj mehaničke olovke, a Nikola Tesla je izumio generator izmjenične struje, transformator i okretno magnetsko polje. Tesla je često nazivan čovjek koji je izumio dvadeseto stoljeće. Faust Vrančić izumio je padobran, a Ivana Lupis-Vukić izumitelj je torpeda. Ivan Vučetić izumitelj je daktiloskopije, sustava identifikacije pomoću otisaka prstiju. Antun Lučić je zaslužan za izum prve naftne bušotine. Najznačajniji znanstvenici su Ruđer Bošković, Dragutin Gorjanović-Kramberger, Andrija Mohorovičić i Milutin Milanković. Ivan Lučić se naziva ocem hrvatske historiografije, a ostali važni povjesničari su Juraj Rattkay, Ivan Kukuljević Sakcinski, Franjo Rački, Tadija Smičiklas, Vjekoslav Klaić i Ferdo Šišić.

### Umjetnost

#### Likovna umjetnost, kiparstvo i strip
Hrvatska je dala značajne kipare poput Jurja Dalmatinca i Ivana Meštrovića, slikare Vlaha Bukovca, Eugen Buktenica, Mata Celestina Medovića, Ivana Generalića, Julija Klovića, Joze Kljakovića, Krste Hegedušića, Ivana Rabuzina i mnoge druge.

#### Filmska umjetnost
Prvi hrvatski dugometražni igrani film je Lisinski iz 1944.

#### Zagonetaštvo
Nikola Faller autor je prve hrvatske križaljke (unakrštaljke), objavljene u Pariškoj modi 1. ožujka 1925. Bjelovar je, uz Zagreb, najznačajniji za razvoj hrvatskoga zagonetaštva – otuda mu i naslov enigmopolisa – zahvaljujući djelatnosti Zagonetačkoga društva »Čvor«, koje je objavilo niz enigmatskih izdanja.

## Sport
Hrvatska ima mnoge vrhunske športaše. Daleko najpopularniji sport je nogomet. Posebno dobre rezultate i veliku popularnost imaju i drugi loptački športovi poput rukometa, košarke i vaterpola. Izrazito su popularni šah i bridž.
Hrvatski je sport doživio prvi pravi odjek u svijetu kada je hrvatska nogometna reprezentacija osvojila broncu na Svjetskom prvenstvu u Francuskoj 1998. Najveći uspjeh hrvatskog nogometa postigla je druga zlatna generacija osvajanjem srebrne medalje na Svjetskom prvenstvu u Rusiji 2018. Luka Modrić osvojio je Zlatnu loptu kao najbolji igrač. Već na idućem Svjetskom prvenstvu u Kataru 2022. hrvatska reprezentacija osvojila je brončanu medalju.
NK Dinamo je jedini hrvatski klub koji uspio osvojiti neki europski trofej, Kup velesajamskih gradova 1967. godine, preteču Kupa UEFA i Europske lige. Drugi najpopularniji nogometni klub je splitski Hajduk koji je od hrvatskih klubova najuspješniji u najelitnijim nogometnom natjecanju ligi prvaka gdje je došao do 1/4 finala. Hrvatska rukometna reprezentacija je dvostruki olimpijski pobjednik u Atalanti i Ateni. Kauboji su bili svjetski prvaci 2003. godine, a osvojili su i tri svjetska srebra na Islandu, Tunisu i Hrvatskoj. Tome valja pridodati europsko srebro i broncu. Ivano Balić je smatran najboljim rukometašem svoje generacije. RK Zagreb je dvostruki, a Bjelovar jednostruki prvak Europe.
Hrvatska košarkaška reprezentacija je igrala finale sa Sjedinjenim Državama čija je reprezentacija nazvana Dream team na olimpijskim igrama u Barceloni. Dražen Petrović se smatra najvećim europskim košarkašem svih vremena koji je Europljanima otvorio put u NBA. Ostali veliki košarkaši su Krešimir Ćosić, Toni Kukoč, Dino Rađa i trener Mirko Novosel član Košarkaške Kuće slavnih. Hrvatski klubovi su bili pet puta prvaci Europe, Split tri puta, a Cibona dva puta. Cibona je dva puta bila pobjednik Kupa pobjednika kupova. Split je dva puta osvojio Kup Radivoja Koraća, a Cibona jedan. Treći popularni klub je KK Zadar. Zadar je naziva gradom košarke zbog popularnosti športa u tom gradu i fanatičnošću navijača. Hrvatska vaterpolska reprezentacija je trenutačni svjetski prvak. Barakude su uz to osvojile i olimpijsku broncu te dva europska srebra. Mladost je sedmerostruki europski prvak te je od LEN-a proglašena Najboljim klubom dvadesetog stoljeća. Trofej europskog prvaka osvojila su još tri hrvatska kluba: triput Jug iz Dubrovnika te dvaput Jadran odnosno jedanput POŠK iz Splita.
Sandra Perković je peterostruka Europska prvakinja u bacanju diska, ali je i dvostruka olimpijska prvakinja, dvostruka svjetska prvakinja u bacanju diska i Sandra je čak šest puta osvojila naslov Dijamantne lige. Hrvatska teniska reprezentacija je bila pobjednik Davisova kupa 2005. godine. Goran Ivanišević je osvojio Wimbledon 2001. godine. Ostali poznati tenisači su Ivan Ljubičić, Mario Ančić i Iva Majoli. Skijašica Janica Kostelić je najbolja hrvatska športašica. Jedina je skijašica koja je osvojila četiri zlatne olimpijske medalje ukupno i tri zlatne medalje na jednoj Olimpijadi. Ukupno je s četiri zlata i dva srebra najuspješnija skijašica u povijesti Olimpijade. Trostruka je pobjednica Svjetskog skijaškog kupa te osvajačica pet svjetskih zlatnih medalja. Ivica Kostelić postigao je zapažene rezultate. Visašica Blanka Vlašić bila je najbolja hrvatska atletičarka i svjetska prvakinja. Najbolji plivači su Duje Draganja, Sanja Jovanović i Đurđica Bjedov. Željko Mavrović i Mate Parlov najbolji su boksači. Branko Cikatić i Mirko Filipović su najpoznatiji borci u mješovitim borilačkim vještinama. Tamara Boroš je najbolja stolnotenisačica.
Ognjen Cvitan osvojio je svjetsko juniorsko prvenstvo u šahu u Meksiku 1981. Hrvatski velemajstori Zdenko Kožul i Ivan Šarić postali su prvacima Europe redom 2006. i 2018. godine. Šarić je osvojio i europsku broncu 2022. Najviši rejting Šarić je postigao u lipnju 2024. kada je bio 37. s 2690 Elo bodova. To je ujedno i najviši rejting nekog hrvatskog šahista ikad. Hrvatska je bila organizatorom 11. Europskog prvenstva u šahu 2010.
Hrvatska nogometna reprezentacija ostvarila je najveće uspjehe u povijesti hrvatskog sporta; osvojila je brončane (1998. i 2022.) i srebrnu medalju (2018.) na svjetskim prvenstvima.

## Državni simboli
Grbovi u današnjem smislu javljaju se u Europi počev od kraja 12. stoljeća. Iz toga doba potječe i najstariji zabilježeni hrvatski grb: onaj koji sadrži motiv polumjeseca i zvijezde. Taj je grb sačuvan na srebrnjaku hrvatskog hercega Andrije (kasnije ugarsko-hrvatskog kralja Andrije II.) s kraja 12. stoljeća, koji se na samome novčiću titulira s "dux Croatiae". Grb s polumjesecom i zvijezdom (kojega u 19. stoljeću predvodnik ilirskog pokreta Ljudevit Gaj prema poljskom uzoru naziva "leljiva") koristi se od 1584. godine kod Zavoda sv. Jeronima u Rimu, a 1590. godine je iskorišten i za (tada obnovljenu) nadgrobnu ploču bosanske kraljice Katarine Kotromanić Kosača, i općenito za označavanje zemalja u kojima se govori "ilirski" i koje stoga valja smatrati "ilirskim" (prema jednoj presudi sudišta Svete Rote iz 1655. god., to bi bile Dalmacija, Hrvatska, Bosna i Slavonija).
U 14. stoljeću i do kraja 15. stoljeća kao simbol političkog identiteta Hrvatske koristi se grb s tri okrunjene lavlje (heraldičkom terminologijom: leopardove) glave, koji se kao simbol Hrvatske i Dalmacije nalazi i na grbovniku kralja Ludovika I. Anžuvinca napravljenom između 1370. i 1382. godine. Vladislav II. Jagelović 1496. godine dodjeljuje Slavoniji (tj. području sjeverno od planine Gvozda, koja obuhvaća kako današnju Slavoniju, tako i današnju središnju Hrvatsku) grb s prikazom kune u trku na crvenom polju, između dvije srebrne grede na plavom štitu. Iz toga vremena potječe i crveno-srebrni šahirani štit: njega za Hrvatsku koristi oko 1495. car Maksimilijan I. Habsburški (koji nije vladao hrvatskim zemljama), a koristi ga se i na pečatu Kraljevine Hrvatske na Cetingradskoj povelji iz 1527. godine kojom se potvrđuje izbor Ferdinanda I. Habsburškog za kralja Hrvatske. Od kraja 16. stoljeća se sve više koriste složeni grbovi koji uključuju hrvatsku "šahovnicu", slavonski grb s kunom u trku i stari grb s tri okrunjene lavlje glave (koji se sada koristio kao simbol Dalmacije); time se simbolizirala jedinstvenost hrvatskih zemalja koje su u velikoj mjeri zauzete osmanskim osvajanjima, ili barem težnja da se ona (ponovo) ostvari. Dubrovačka Republika kao simbol koristi (predheraldički) prikaz Svetog Vlahe, a kao heraldički grb Dubrovačke Republike se ustalio grb Anžuvinaca - koji su u davno doba kraljevali Hrvatskom i Ugarskom - s crvenim i srebrnim gredama; u drugoj polovici 18. stoljeća srebrnu boju greda postupno zamjenjuje plava. U Istri se kao neheraldički simbol od 17. stoljeća ustali simbol koze.
Slijedeći stariju tradiciju zajedničkog korištenja povijesnih grbova, sve gore navedene elemente možemo vidjeti u suvremenom službenom grbu Republike Hrvatske, gdje se u kruni iznad hrvatske "šahovnice" nalaze drugi povijesni grbovi, kao simboli središnje Hrvatske, Slavonije, Dalmacije i Istre. Takav grb koji sadržava krunu s povijesnim grbovima hrvatskih zemalja sadržan je i na današnjoj službenoj zastavi Republike Hrvatske, koja se koristi od listopada 1991.
Na kamenom namještaju u starohrvatskim crkvama je uglavnom korišteno ukrašavanje pleternim ornamentom, pa se pleter i danas često koristi kao simbol asociran s Hrvatskom.
U staro doba su kraljevi i velikaši imali zastave, tako i hrvatski banovi: zastave korištene pred vojskama i na državnim zgradama bi se mijenjale kako bi se mijenjali velikaši koji bi im bili na čelu. Od početka 17. stoljeća se počela u Nizozemskoj koristiti državna zastava ("Statenvlag") u formi trobojnice, a u Engleskoj i Škotskoj (te Velikoj Britaniji, kao njihovoj personalnoj uniji) se koriste zastave s križem. Nakon što se zastave koriste uglavnom za označavanje nacionalne pripadnosti brodova, tijekom 19. stoljeća zemlje prihvaćaju nacionalne zastave (Austrijsko carstvo 1804., Švedska 1818., Portugal 1834., Švicarska 1848., Rusko carstvo 1858. godine). Hrvatska nacionalna zastava je uspostavljena prema uzorku banske zastave Josipa Jelačića iz 1848. godine, a predstavlja trobojnicu s crvenom, bijelom i plavom prugom na kojemu je u sredini grb. Za vrijeme bana Jelačića bili su to grbovi Dalmacije,  Hrvatske i Slavonije, a kasnije se koristila samo hrvatska šahovnica - nekad s prvim bijelim, a ponekad s prvim crvenim poljem. 1852. godine je bila Austrija zabranila koristiti hrvatsku trobojnicu (ostalo je dozvoljenim koristiti zemaljske dvobojke: za Hrvatsku crveno-bijela, za Slavoniju plavo-bijela i za Dalmaciju žuto-plava); da bi potom od vremena Austro-Ugarske nagodbe i Hrvatsko-Ugarske nagodbe iz 1868. godine bilo propisano da se službeno koristi trobojnica Trojedne Kraljevine s grbovima triju kraljevina nadsvođenim krunom Sv. Stjepana.
Od 2025. godine, obilježava se 5. lipnja svake godine kao Dan hrvatske zastave, u spomen ustoličenja Josipa Jelačića za bana Trojedne Kraljevine Hrvatske, Slavonije i Dalmacije 5. lipnja 1848. godine.
Prema riječima preporodnog pjesnika Antuna Mihanovića iz 1835., nastaje krajem 1840.-ih godina popijevka Lijepa naša domovina čija se skladba pripisuje amaterskom skladatelju Josipu Runjaninu. U zadnjem desetljeću 19. stoljeća koristi ju se kao hrvatsku nacionalnu himnu. Makar nije donesen zakon kojim bi se nju službeno označilo državnim himnom, uobičajilo se Lijepu našu izvoditi u svečanim prilikama  odmah nakon državne himne (u to vrijeme, Carevke). Sam je Hrvatski sabor zapjevao baš Lijepu našu kada je 29. listopada 1918. godine proglasio neovisnost o Austriji i Ugarskoj. Pjesma je pjevana kao de facto hrvatska himna; naposljetku je ustavnim amandmanom od 29. veljače 1972. godine službeno proglašena himnom Socijalističke Republike Hrvatske.

## Državni blagdani
| nadnevak                             | blagdan                                                                            |
| ------------------------------------ | ---------------------------------------------------------------------------------- |
| 1. siječnja                          | Nova godina                                                                        |
| 6. siječnja                          | Sveta tri kralja                                                                   |
| 40 dana od Pepelnice izuzev nedjelja | Uskrs                                                                              |
| dan nakon Uskrsa                     | Uskrsni ponedjeljak                                                                |
| 1. svibnja                           | Praznik rada                                                                       |
| 60 dana nakon Uskrsa                 | Tijelovo                                                                           |
| 30. svibnja                          | Dan državnosti                                                                     |
| 22. lipnja                           | Dan antifašističke borbe                                                           |
| 5. kolovoza                          | Dan pobjede i domovinske zahvalnosti, Dan hrvatskih branitelja                     |
| 15. kolovoza                         | Velika Gospa                                                                       |
| 1. studenoga                         | Svi sveti                                                                          |
| 18. studenoga                        | Dan sjećanja na žrtve Domovinskog rata i Dan sjećanja na žrtvu Vukovara i Škabrnje |
| 25. prosinca                         | Božić                                                                              |
| 26. prosinca                         | Sveti Stjepan                                                                      |

## Zanimljivosti
Hrvatski nacionalni cvijet je perunika. Na prijedlog HAZU 2000. godine na izložbi cvijeća Japan Flora promoviran je kao hrvatski nacionalni cvijet, glede činjenice da u Hrvatskoj raste dvanaest samoniklih vrsta perunike: hrvatska perunika (Iris croatica), patuljasta jadranska perunika (Iris adriatica), ilirska perunika (Iris illyrica), jadranska perunika (Iris pseudopallida) i druge.